# Jean-Alain Boumsong
Jean-Alain Boumsong (Douala, 14 dicembre 1979) è un ex calciatore francese, di ruolo difensore, vicecampione del mondo con la nazionale francese al campionato del mondo 2006.

## Biografia
È cugino dell'attaccante David N'Gog.
Si è laureato con lode in Matematica presso l'Università di Le Havre.

## Carriera

### Club

#### Le Havre
Ha esordito in Francia, un anno dopo il suo arrivo dal Camerun, nelle file della squadra US Palaiseau. In seguito all'interessamento di molte squadre della prima categoria francese, ha scelto Le Havre, in cui ha militato dal 1997 al 2000, racimolando parecchie presenze sin dalla seconda stagione.

#### Auxerre
Tra il 2000 e il 2004 milita nelle file dell'Auxerre.

#### Rangers e Newcastle
Dopo una breve (e tutto sommato positiva) parentesi nel campionato scozzese, tra i Rangers, dal 2005 gioca per il Newcastle, dimostrando ottime qualità fisiche, tecniche, tattiche.

#### Juventus e Lione
Arrivato nell'estate 2006 per 3,5 milioni di euro alla Juventus (con la quale ha firmato un contratto quadriennale da circa 1,5 milioni di euro a stagione), ha giocato un campionato collezionando 33 presenze e 2 gol. Uno dei suoi gol fu quello che fece vincere la Juventus nella partita del 27 aprile contro l'Hellas Verona per 1-0.
Nel 2007 è relegato in panchina a causa di un infortunio in amichevole contro il Real Saragozza, che lo ha tenuto fermo due mesi , e disputa con la Juventus solo incontri di Coppa Italia, senza esordire in Serie A. Il 23 gennaio 2008 segna nei quarti di finale di Coppa Italia al Meazza contro l'Inter l'unico gol stagionale prima di trasferirsi al Lione per la cifra di 3 milioni di euro.

#### Panathinaikos
Il 30 luglio 2010 passa dal Lione al Panathinaikos per 500.000 euro, firmando un contratto triennale.

### Nazionale
Esordisce nella nazionale della Francia il 20 giugno 2003 nella partita contro il Giappone. Segna il suo primo (e unico) gol con i bleus l'11 ottobre 2003, contro Israele.

## Statistiche

### Presenze e reti nei club
Statistiche aggiornate al 30 giugno 2013.
| Stagione             | Squadra              | Campionato           | Campionato | Campionato | Coppe nazionali | Coppe nazionali | Coppe nazionali | Coppe continentali | Coppe continentali | Coppe continentali | Altre coppe | Altre coppe | Altre coppe | Totale | Totale |
| Stagione             | Squadra              | Comp                 | Pres       | Reti       | Comp            | Pres            | Reti            | Comp               | Pres               | Reti               | Comp        | Pres        | Reti        | Pres   | Reti   |
| -------------------- | -------------------- | -------------------- | ---------- | ---------- | --------------- | --------------- | --------------- | ------------------ | ------------------ | ------------------ | ----------- | ----------- | ----------- | ------ | ------ |
| 1997-1998            | Le Havre             | D1                   | 1          | 0          | CF+CdL          | 0               | 0               | -                  | -                  | -                  | -           | -           | -           | 1      | 0      |
| 1998-1999            | Le Havre             | D1                   | 18         | 1          | CF+CdL          | 2+2             | 0               | -                  | -                  | -                  | -           | -           | -           | 22     | 1      |
| 1999-2000            | Le Havre             | D1                   | 23         | 0          | CF+CdL          | 0+1             | 0               | -                  | -                  | -                  | -           | -           | -           | 24     | 0      |
| Totale Le Havre      | Totale Le Havre      | Totale Le Havre      | 42         | 1          |                 | 5               | 0               |                    | -                  | -                  |             | -           | -           | 47     | 1      |
| 2000-2001            | Auxerre              | D1                   | 32         | 0          | CF+CdL          | 4+2             | 0               | Int                | 8                  | 1                  | -           | -           | -           | 46     | 1      |
| 2001-2002            | Auxerre              | D1                   | 34         | 1          | CF+CdL          | 0+2             | 0               | -                  | -                  | -                  | -           | -           | -           | 34     | 1      |
| 2002-2003            | Auxerre              | L1                   | 33         | 1          | CF+CdL          | 5+1             | 2+0             | UCL+CU             | 8+4                | 0                  | -           | -           | -           | 51     | 3      |
| 2003-2004            | Auxerre              | L1                   | 32         | 1          | CF+CdL          | 1+2             | 0               | CU                 | 5                  | 0                  | SF          | 1           | 0           | 41     | 1      |
| Totale Auxerre       | Totale Auxerre       | Totale Auxerre       | 131        | 3          |                 | 17              | 2               |                    | 25                 | 1                  |             | 1           | 0           | 174    | 6      |
| 2004-gen. 2005       | Rangers              | SPL                  | 18         | 2          | SC+CdL          | 0+2             | 0               | UCL+CU             | 2+6                | 0                  | -           | -           | -           | 28     | 2      |
| gen.-giu. 2005       | Newcastle            | PL                   | 14         | 0          | FACup+CdL       | 4+0             | 0               | CU                 | -                  | -                  | -           | -           | -           | 18     | 0      |
| 2005-2006            | Newcastle            | PL                   | 33         | 0          | FACup+CdL       | 3+1             | 0               | Int                | 4                  | 0                  | -           | -           | -           | 41     | 0      |
| Totale Newcastle     | Totale Newcastle     | Totale Newcastle     | 47         | 0          |                 | 8               | 0               |                    | 4                  | 0                  |             | -           | -           | 59     | 0      |
| 2006-2007            | Juventus             | B                    | 33         | 2          | CI              | 0               | 0               | -                  | -                  | -                  | -           | -           | -           | 33     | 2      |
| 2007-gen. 2008       | Juventus             | A                    | 0          | 0          | CI              | 3               | 1               | -                  | -                  | -                  | -           | -           | -           | 3      | 1      |
| Totale Juventus      | Totale Juventus      | Totale Juventus      | 33         | 2          |                 | 3               | 1               |                    | -                  | -                  |             | -           | -           | 36     | 3      |
| gen.-giu. 2008       | O. Lione             | L1                   | 8          | 0          | CF+CdL          | 4+0             | 0               | UCL                | 1                  | 0                  | SF          | -           | -           | 13     | 0      |
| 2008-2009            | O. Lione             | L1                   | 32         | 1          | CF+CdL          | 3+0             | 1               | UCL                | 8                  | 0                  | SF          | 0           | 0           | 43     | 2      |
| 2009-2010            | O. Lione             | L1                   | 19         | 1          | CF+CdL          | 2+2             | 1+0             | UCL                | 6                  | 0                  | -           | -           | -           | 29     | 2      |
| Totale O. Lione      | Totale O. Lione      | Totale O. Lione      | 59         | 2          |                 | 11              | 2               |                    | 15                 | 0                  |             | 0           | 0           | 85     | 4      |
| 2010-2011            | Panathīnaïkos        | SL                   | 21+4       | 1          | CG              | 1               | 0               | UCL                | 5                  | 0                  | -           | -           | -           | 31     | 1      |
| 2011-2012            | Panathīnaïkos        | SL                   | 17+6       | 3          | CG              | 0               | 0               | UCL+UEL            | 2+2                | 1+1                | -           | -           | -           | 27     | 5      |
| 2012-2013            | Panathīnaïkos        | SL                   | 14+1       | 1          | CG              | 1               | 0               | UCL+UEL            | 3+1                | 0                  | -           | -           | -           | 20     | 1      |
| Totale Panathinaikos | Totale Panathinaikos | Totale Panathinaikos | 52+11      | 5          |                 | 2               | 0               |                    | 13                 | 2                  |             | -           | -           | 78     | 7      |
| Totale carriera      | Totale carriera      | Totale carriera      | 393        | 15         |                 | 48              | 5               |                    | 65                 | 3                  |             | 1           | 0           | 507    | 23     |

### Cronologia presenze e reti in nazionale
| Cronologia completa delle presenze e delle reti in nazionale ― Francia | Cronologia completa delle presenze e delle reti in nazionale ― Francia | Cronologia completa delle presenze e delle reti in nazionale ― Francia | Cronologia completa delle presenze e delle reti in nazionale ― Francia | Cronologia completa delle presenze e delle reti in nazionale ― Francia | Cronologia completa delle presenze e delle reti in nazionale ― Francia | Cronologia completa delle presenze e delle reti in nazionale ― Francia | Cronologia completa delle presenze e delle reti in nazionale ― Francia |
| Data                                                                   | Città                                                                  | In casa                                                                | Risultato                                                              | Ospiti                                                                 | Competizione                                                           | Reti                                                                   | Note                                                                   |
| ---------------------------------------------------------------------- | ---------------------------------------------------------------------- | ---------------------------------------------------------------------- | ---------------------------------------------------------------------- | ---------------------------------------------------------------------- | ---------------------------------------------------------------------- | ---------------------------------------------------------------------- | ---------------------------------------------------------------------- |
| 20-6-2003                                                              | Saint-Étienne                                                          | Francia                                                                | 2 – 1                                                                  | Giappone                                                               | Conf. Cup 2003 - 1º turno                                              | -                                                                      |                                                                        |
| 20-8-2003                                                              | Ginevra                                                                | Svizzera                                                               | 0 – 2                                                                  | Francia                                                                | Qual. Euro 2004                                                        | -                                                                      | 77’                                                                    |
| 11-10-2003                                                             | Saint-Denis                                                            | Francia                                                                | 3 – 0                                                                  | Israele                                                                | Qual. Euro 2004                                                        | 1                                                                      |                                                                        |
| 18-2-2004                                                              | Bruxelles                                                              | Belgio                                                                 | 0 – 2                                                                  | Francia                                                                | Amichevole                                                             | -                                                                      | 85’                                                                    |
| 20-5-2004                                                              | Saint-Denis                                                            | Francia                                                                | 0 – 0                                                                  | Brasile                                                                | Amichevole                                                             | -                                                                      |                                                                        |
| 28-5-2004                                                              | Montpellier                                                            | Francia                                                                | 4 – 0                                                                  | Andorra                                                                | Amichevole                                                             | -                                                                      | 79’                                                                    |
| 21-6-2004                                                              | Coimbra                                                                | Svizzera                                                               | 1 – 3                                                                  | Francia                                                                | Euro 2004 - 1º turno                                                   | -                                                                      | 90+2’                                                                  |
| 17-11-2004                                                             | Saint-Denis                                                            | Francia                                                                | 0 – 0                                                                  | Polonia                                                                | Amichevole                                                             | -                                                                      |                                                                        |
| 26-3-2005                                                              | Saint-Denis                                                            | Francia                                                                | 0 – 0                                                                  | Svizzera                                                               | Qual. Mondiali 2006                                                    | -                                                                      |                                                                        |
| 30-3-2005                                                              | Tel Aviv                                                               | Israele                                                                | 1 – 1                                                                  | Francia                                                                | Qual. Mondiali 2006                                                    | -                                                                      |                                                                        |
| 31-5-2005                                                              | Metz                                                                   | Francia                                                                | 2 – 1                                                                  | Ungheria                                                               | Amichevole                                                             | -                                                                      |                                                                        |
| 17-8-2005                                                              | Montpellier                                                            | Francia                                                                | 3 – 0                                                                  | Costa d'Avorio                                                         | Amichevole                                                             | -                                                                      |                                                                        |
| 3-9-2005                                                               | Lens                                                                   | Francia                                                                | 3 – 0                                                                  | Fær Øer                                                                | Qual. Mondiali 2006                                                    | -                                                                      |                                                                        |
| 7-9-2005                                                               | Dublino                                                                | Irlanda                                                                | 0 – 1                                                                  | Francia                                                                | Qual. Mondiali 2006                                                    | -                                                                      |                                                                        |
| 8-10-2005                                                              | Berna                                                                  | Svizzera                                                               | 1 – 1                                                                  | Francia                                                                | Qual. Mondiali 2006                                                    | -                                                                      |                                                                        |
| 12-10-2005                                                             | Saint-Denis                                                            | Francia                                                                | 4 – 0                                                                  | Cipro                                                                  | Qual. Mondiali 2006                                                    | -                                                                      |                                                                        |
| 12-11-2005                                                             | Saint-Denis                                                            | Francia                                                                | 0 – 0                                                                  | Germania                                                               | Amichevole                                                             | -                                                                      |                                                                        |
| 1-3-2006                                                               | Saint-Denis                                                            | Francia                                                                | 1 – 2                                                                  | Slovacchia                                                             | Amichevole                                                             | -                                                                      |                                                                        |
| 27-5-2006                                                              | Saint-Denis                                                            | Francia                                                                | 1 – 0                                                                  | Messico                                                                | Amichevole                                                             | -                                                                      | 50’                                                                    |
| 16-8-2006                                                              | Sarajevo                                                               | Bosnia ed Erzegovina                                                   | 1 – 2                                                                  | Francia                                                                | Amichevole                                                             | -                                                                      | 59’                                                                    |
| 7-10-2006                                                              | Glasgow                                                                | Scozia                                                                 | 1 – 0                                                                  | Francia                                                                | Qual. Euro 2008                                                        | -                                                                      |                                                                        |
| 22-8-2007                                                              | Trnava                                                                 | Slovacchia                                                             | 0 – 1                                                                  | Francia                                                                | Amichevole                                                             | -                                                                      | 88’                                                                    |
| 31-5-2008                                                              | Tolosa                                                                 | Francia                                                                | 0 – 0                                                                  | Paraguay                                                               | Amichevole                                                             | -                                                                      |                                                                        |
| 17-6-2008                                                              | Zurigo                                                                 | Francia                                                                | 0 – 2                                                                  | Italia                                                                 | Euro 2008 - 1º turno                                                   | -                                                                      | 26’ 72’                                                                |
| 11-10-2008                                                             | Costanza                                                               | Romania                                                                | 2 – 2                                                                  | Francia                                                                | Qual. Mondiali 2010                                                    | -                                                                      | 42’                                                                    |
| 14-10-2008                                                             | Saint-Denis                                                            | Francia                                                                | 3 – 1                                                                  | Tunisia                                                                | Amichevole                                                             | -                                                                      |                                                                        |
| 5-6-2009                                                               | Lione                                                                  | Francia                                                                | 1 – 0                                                                  | Turchia                                                                | Amichevole                                                             | -                                                                      |                                                                        |
| Totale                                                                 |                                                                        | Presenze                                                               | 27                                                                     |                                                                        | Reti                                                                   | 1                                                                      |                                                                        |

## Palmarès

### Club

#### Competizioni nazionali
- Coppa di Francia: 2

Auxerre: 2002-2003
O. Lione: 2007-2008
- Campionato italiano di Serie B: 1

Juventus: 2006-2007
- Campionato francese: 1

O. Lione: 2007-2008

### Nazionale
- Confederations Cup: 1

2003

## Curiosità
- Compare nel videoclip del brano One Love dei Blue.